# David Knight
David Knight   (Ballaugh, illa de Man, 31 de maig de 1978), conegut afectuosament com a Knighter, és un pilot d'enduro, tres vegades Campió del Món en categoria E3 i guanyador absolut dels ISDE el 2005.
A 1 de gener de 2013

## Pilot polivalent

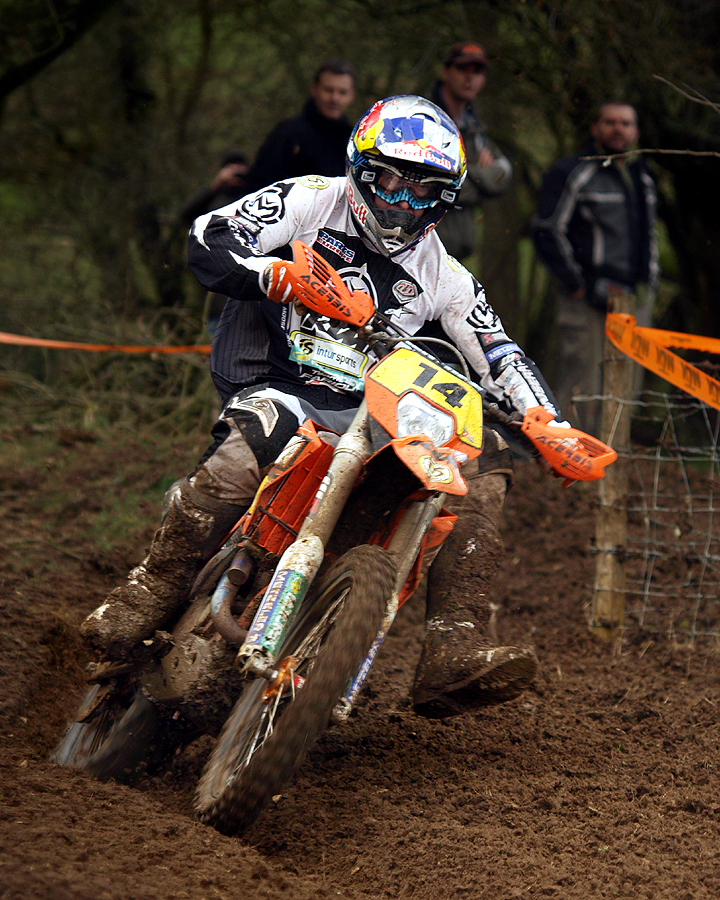
Knight al campionat britànic del 2010

Knight és un complet pilot de motociclisme, practicant-ne tota mena de disciplines: ha guanyat el campionat britànic de trial en categoria Experts i ha competit amb èxit en diverses proves de motocròs i curses de platja. La seva gran versatilitat quedà demostrada amb la seva victòria al "Moto 1" del Regne Unit, competició que aplegava corredors de diverses disciplines (velocitat, motocròs, enduro, trial, etc.), havent-se d'enfrontar els uns amb els altres en totes elles.
També competeix sovint en curses d'enduro "extrem" i indoor, havent guanyat entre d'altres el Hells Gate a Itàlia, l'ErzbergRodeo a Àustria, l'AMA EnduroCross a Las Vegas i el Tough One al Regne Unit, així com dos Red Bull Last Man Standing a Texas després de liderar la cursa de la primera a la darrera volta les dues vegades.

## Trajectòria esportiva
Knight debutà al Campionat del Món d'enduro el 1998, competint en categoria júnior en 250 cc. Ja en categoria sènior i com a oficial de Yamaha, acabà subcampió el 2001 en 250 cc rere Juha Salminen i el 2002 rere Samuli Aro. El 2003 canvià a 500 cc i acabà quart.
La temporada de 2004 canvià a KTM i acabà segon rere el seu company d'equip Aro a la nova categoria E3. El 2005, continuant en E3, aconseguí el seu primer títol i de passada fou el guanyador absolut als ISDE. El 2006 guanyà 14 rondes del Campionat del Món E3, obtenint-hi la victòria a gairebé totes les proves especials.
De cara al 2007 se n'anà als EUA per a competir al campionat Grand National Cross Country (GNCC), substituint el seu company d'equip Juha Salminen, que tornava a Europa després d'haver guanyat el GNCC dos anys. Malgrat alguns problemes mecànics i una lesió, Knight aconseguí el títol GNCC aquell any. El 2008 revalidà aquest títol i guanyà també el Campionat del Món d'enduro indoor, el primer mai disputat.
L'any 2010 guanyà el seu tercer títol mundial en categoria E3.

## Palmarès
| Any             | Motocicleta     | Campionat del Món d'enduro | Campionat del Món d'enduro | Campionat del Món d'enduro | Campionat del Món d'enduro | Campionat del Món d'enduro | C. del Món indoor | GNCC Bikes | Altres                                       |
| Any             | Motocicleta     | Júnior 250cc               | 250cc                      | 500cc                      | E3                         | P1                         | C. del Món indoor | GNCC Bikes | Altres                                       |
| --------------- | --------------- | -------------------------- | -------------------------- | -------------------------- | -------------------------- | -------------------------- | ----------------- | ---------- | -------------------------------------------- |
| 1998            | Yamaha          | 12è                        | -                          | -                          | -                          | 2                          | -                 | -          |                                              |
| 1999            | Yamaha          | 10è                        | -                          | -                          | -                          | 1                          | -                 | -          |                                              |
| 2000            | Yamaha          | 2n                         | -                          | -                          | -                          | 5                          | -                 | -          |                                              |
| 2001            | Yamaha          | -                          | 2n                         | -                          | -                          | 0                          | -                 | -          |                                              |
| 2002            | Yamaha          | -                          | 2n                         | -                          | -                          | 2                          | -                 | -          |                                              |
| 2003            | Yamaha          | -                          | -                          | 4t                         | -                          | 0                          | -                 | -          |                                              |
| 2004            | KTM             | -                          | -                          | -                          | 2n                         | 2                          | -                 | -          |                                              |
| 2005            | KTM             | -                          | -                          | -                          | 1r                         | 17                         | -                 | -          | 1r als ISDE 1r al ErzbergRodeo 1r a l'AMA EX |
| 2006            | KTM             | -                          | -                          | -                          | 1r                         | 14                         | -                 | -          | 1r al ErzbergRodeo                           |
| 2007            | KTM             | -                          | -                          | -                          | -                          | 8*                         | -                 | 1r         | 1r a l'AMA EX                                |
| 2008            | KTM             | -                          | -                          | -                          | -                          | 7*                         | 1r                | 1r         |                                              |
| 2009            | BMW             | -                          | -                          | -                          | 14è                        | 0                          | -                 | -          |                                              |
| 2010            | KTM             | -                          | -                          | -                          | 1r                         | 8                          | 7è                | -          |                                              |
| 2011            | KTM             | -                          | -                          | -                          | 17è                        | 1                          | 7è                | -          |                                              |
| 2012            | KTM             | -                          | -                          | -                          | 4t                         | 1                          | -                 | -          |                                              |
| Total victòries | Total victòries |                            |                            |                            |                            | 68                         |                   |            |                                              |
| Total títols    | Total títols    | 0                          | 0                          | 0                          | 3                          |                            | 1                 | 2          |                                              |
|                 |                 | 4 mundials                 |                            |                            |                            |                            |                   |            |                                              |

Notes
1. ↑  A P1 s'hi compten les victòries aconseguides en Grans Premis puntuables per al Campionat del Món, tret de les assenyalades amb *, que reflecteixen les aconseguides al GNCC
2. ↑  Al total de títols s'hi compten tots els campionats estatals o internacionals guanyats